# Ocean Avenue
Ocean Avenue —en español: Avenida océano— es el cuarto álbum de estudio de la banda estadounidense Yellowcard. Fue publicado el 22 de julio de 2003 bajo el sello discográfico Capitol Records, subsidiaria de Universal Music Group, siendo este su primer material en un sello internacional. El encargado en la producción del álbum fue Neal Avron.

## Recepción

### Comentarios de la crítica
El álbum recibió críticas muy favorables por parte de los críticos. El sitio web AbsolutePunk le dio un puntaje de 94%. MacKenzie Wilson de Allmusic le otorgó tres con cinco estrellas de cinco y comentó que «Ocean Avenue no es exactamente excepcional en el sentido que la banda ha hecho algo escandalosamente diferente, pero es una colección digna de canciones con un corazón verdadero y solo muestra que Yellowcard es algo sólido». Nick Madsen de IGN, dio una crítica muy favorable al disco dando ocho con siete puntos de diez y dijo que «con sólo un par de menos que genial, pero todavía bastante bueno, con canciones aquí y allá, como la canción que le da título al álbum y «Twentythree», Ocean Avenue es un registro muy sólido y consistente [...] Yellowcard tiene un mucho que ofrecer, más que un montón de bandas que han ido ganando popularidad en el último año». La página web Sputnikmusic le dio una reseña positiva otorgando un puntaje de tres con cinco estrellas de cinco y el crítico comento que «las canciones son poco menos que memorable y llenas de energía [...] sin embargo, muchas de las canciones se distinguen unas de otras».

### Desempeño comercial
El disco tuvo un buen desempeño comercial en Norteamérica. En Estados Unidos obtuvo la posición número veintitrés en el Billboard 200, siendo esta su primera vez al ingresar a dicha lista. El 22 de julio de 2003, Ocean Avenue recibió la certificación de platino por parte de la RIAA al vender un millón de discos, en Canadá la CRIA lo acreditó con un disco de oro por vender más de 40 000 ejemplares. En el Reino Unido se colocó en la posición ciento cuarenta y nueve en el UK Albums Chart y en Nueva Zelanda logró su mejor posición en el puesto ocho.

## Lista de canciones
Todas las canciones escritas y compuestas por Yellowcard. 
| Ocean Avenue |                       |          |  |
| N.º          | Título                | Duración |  |
| 1.           | «Way Away»            | 3:22     |  |
| 2.           | «Breathing»           | 3:39     |  |
| 3.           | «Ocean Avenue»        | 3:18     |  |
| 4.           | «Empty Apartment»     | 3:37     |  |
| 5.           | «Life of a Salesman»  | 3:19     |  |
| 6.           | «Only One»            | 4:17     |  |
| 7.           | «Miles Apart»         | 3:32     |  |
| 8.           | «Twentythree»         | 3:28     |  |
| 9.           | «View from Heaven»    | 3:22     |  |
| 10.          | «Inside Out»          | 3:40     |  |
| 11.          | «Believe»             | 4:31     |  |
| 12.          | «One Year Six Months» | 3:29     |  |
| 13.          | «Back Home»           | 3:57     |  |
| 47:31        |                       |          |  |

| Versión japonesa |                       |          |  |
| N.º              | Título                | Duración |  |
| 11.              | «Firewater»           | 3:18     |  |
| 12.              | «Hey Mike»            | 4:00     |  |
| 13.              | «Way Away» (acústico) | 3:52     |  |
| 14.              | «Avondale» (acústico) | 3:35     |  |

## Posicionamiento en listas
| País           | Lista                    | Mejor posición |
| 2004           | 2004                     | 2004           |
| -------------- | ------------------------ | -------------- |
| Estados Unidos | Billboard 200            | 23             |
| Japón          | Japanese Albums Charts   | 140            |
| Nueva Zelanda  | New Zealand Albums Chart | 8              |
| Reino Unido    | UK Albums Chart          | 149            |

### Certificaciones
| País           | Organismo certificador | Certificación | Ventas certificadas | Simbolización | Ref.  |
| -------------- | ---------------------- | ------------- | ------------------- | ------------- | ----- |
| Canadá         | CRIA                   | Oro           | 40 000              | ●             | [ 8 ] |
| Estados Unidos | RIAA                   | Platino       | 1 000 000           | ▲             | [ 7 ] |

## Créditos y personal
| Yellowcard - Ryan Key: Voz, guitarra - Sean Mackin: Arreglos de string, violín, coros - Ben Harper: Guitarra - Peter Mosely: Bajo, compositor, piano - Longineu Parsons III: Batería, bajo Producción y músicos adicionales - Louie Bandak: A&R - Ron Laffitte: A&R | - Ryan Castle: Asistente de ingeniero - Femio Hernández: Asistente - Tait Hanes: Diseñador - Neal Avron: Ingeniero, productor, arreglos de string - Travis Hulf: Ingeniero - Baron Bodnar: Management - Ted Jensen: Mezcla - Brittany Nash: Modelo - Aliska Wijnvelot: Voz |

Fuente: Allmusic

## Apariciones en otros álbumes
| Canción     | Año  | Álbum               | Ref.   |
| ----------- | ---- | ------------------- | ------ |
| «Way Away»  | 2003 | SSX 3               |        |
| «Breathing» | 2004 | Burnout 3: Takedown | [ 12 ] |
| «Way Away»  | 2004 | Madden NFL 04       | [ 13 ] |
| «Breathing» | 2006 | FlatOut 2           | [ 14 ] |